# OVER TIME
『OVER TIME』（オーバータイム）は、天野洋一による日本の少年漫画作品。『週刊少年ジャンプ』（集英社）2006年33号より52号まで連載された。読切作品『ウサギとカメとストライク』で金未来杯を受賞した天野の初めての連載作品であり、『ウサギとカメとストライク』同様野球を題材としている。

## あらすじ
中学3年生である琴吹太朗は野球部に在籍しているが全然練習に出ない幽霊部員。中学生活最後の試合も抜け出してしまう。抜け出したその日太朗は、野球で地元一の実力を持つ鷹見与作を知る。与作は、その外見・行動・言動から人を殺したことがあるのではないかといわれるほど、皆に恐れられていた。しかし実際は、甲子園に行くためには練習も妥協しないまじめな人間であった。中学卒業が迫ったある日、太朗と与作は偶然同じバスに乗るがそのバスが転落。太朗は軽傷で済むが与作は死亡してしまう。後日与作の墓参りに行った太朗であったが、そこで幽霊となった与作と再会。「連れてけ 甲子園」と言われる…。

## 登場人物

### 丘山県立瀬戸川高校
野球部の存在しない高校だったが障害を乗り越え同好会設立。部へ昇格、甲子園登録資格を得る為、学盟館に勝負を挑む。（実際には太朗が入学する2年前まであったのだが、暴力沙汰が原因で廃部になった。
琴吹太朗（ことぶき たろう）
6番ピッチャー。1-C（連載開始時、美船町立美船中3年）で本作主人公の一人。まつ毛が特徴的。ゲーム（特にクレーンゲーム）が得意。
リトルリーグでエースピッチャーを務めたが、親が約束を破って以来野球を敬遠、中学時代野球部に在籍するも完全な幽霊部員。負けず嫌いであるが故に負けることへ背を向けており、目標を持ってそのために努力することを拒む悪い意味での現代っ子。
バスの事故をきっかけに与作と関係を持ち、どういう訳か彼一人だけが与作の姿を見て、触れることが出来る。与作に影響されてか、再び野球をやる決心をした。両親は共働き。
2月18日生まれ。A型。156cm。49kg。左投げ、左利き。
『週刊少年ジャンプ』2006年34号に掲載された35号予告では名字が丸瀬（まるせ）になっている。『ウサギとカメとストライク』では丸瀬太朗の名前が使われている。
鷹見与作（たかみ よさく）
1年（連載開始時、丘山市立西王子中3年だったが本編中では故人、享年15）で本作の主人公の一人。生前は西中の鷹と呼ばれ、その風貌・言動・暴力癖から恐れられていたが、実際は甲子園に行くことだけを目標に必死に練習を重ね続けた野球しか知らぬ少年。太朗と対称な古風な熱血漢。
中学卒業時のバスの転落事故で全身を打って死去。幽霊となり琴吹太朗に「連れてけ 甲子園」と持ちかける。高校野球の名門・学盟館に推薦合格していたが、今は太朗に憑いて実質瀬戸川高校に通う。前年度の中学野球全国3大怪物投手の1人でもあり通称「投石器（カタパルト） 鷹見」と言われ、藤山・那須を合わせた3人で「一フジ、二タカ、三ナスビ」（諺の一富士二鷹三茄子に由来）と呼ばれている。
幽霊となってから彼はほとんどのものに触れることが出来なくなったが、太朗だけにはなぜか触れることが出来る。また、与作と太朗は双方が望んだ「野球」というものに於いてのみ魂を入れ替えることが出来る。岡山弁を喋り、「鷹は翔ぶんじゃ」が口癖。幽霊となってからは背中に鷹の翼が生えている。
6月29日生まれ・B型・179cm・68kg。左投げ、左利き。
日野葵（ひの あおい）
1年。眼鏡をかけている女の子。性格はかなりおっちょこちょいで、運んでいる荷物を転んで人にぶつけてしまうことが多い。
中学生の時にバイト代をひったくりに盗まれそうになったのを太朗に助けてもらった事があり、その恩により野球部設立を応援する。家庭の事情によりバイトをしないといけないため部活を免除されていたが、野球部設立の為にマネージャーとして加わった。
7月11日生まれ・A型・153cm・42kg。
桐嶋波音（きりしま はね）
4番キャッチャー。1年（行幸中出身）の軟派男、通称ハネくん。中学では並外れた観察力・記憶力を持つ野球部所属キャッチャー、与作の球を受けきってバッテリーを組むことを提案するが断られる。諦めず学盟館に合格するが与作の死去を知り、野球を離れ瀬戸川に入学した。が、与作の憑依した太朗に出会い、勝負することになる。その後、新生野球部と堀田健及び不良チームとの勝負でチームメイトとなる。また、彼女がいる事や、学校の女子の反応を見るとモテているらしい。選手の名前とデータを調べるのが癖（本人曰く、調べないと落ち着かない）。
5月13日生まれ・A型・177cm・67kg。右利き、右打ち。
鈴場塔司（すずば とうじ）
太朗が不良にカラまれるところを助けるが、野球部設立に「私がいる限り断じて許さない!!」と釘を刺す。元野球部顧問で、新生野球部にテストだと無理難題を言い渡すが結局テストは合格、同好会を認める。堀田によると彼もまた野球に未練を残す一人のようだ。3巻では書き下ろしで例の事件のエピソードが載っている。
堀田健（ほった けん）
3番レフトの3年生、不良のリーダー格の通称「ボルタ」。かつては野球部に所属し、5番レフトだった。野球部の設置を阻止しようと試合をしたが敗北、新生野球部を認めた。その後野球部設立に協力するためノブ、キヨと共にメンバーに加わった。野球部をやめていた間はボランティア部に所属していたらしい。甘いモノが嫌い。
12月14日生まれ・A型・180cm・82kg。
大山信夫（おおやま のぶお）
2番セカンド、堀田健の仲間の通称「ノブ」。かつて野球部に所属していたメンバーの1人。食いしん坊なのか、食べ物を口にしていることが多い。カバンは四次元ポケット。付き合いが5年にもなる可愛い彼女持ち（美衣ちゃん）。
10月16日生まれ・O型・169，3cm・78kg。
根森清四郎（ねもり きよしろう）
5番ライト、堀田の仲間の通称「キヨ」。かつて野球部に所属していたメンバーの1人。父親をアメリカ人に持つハーフ。普段は無口だが、家の中ではおしゃべりになる（言語は英語）。弟が一人いる。
11月2日生まれ・B型・175cm・62kg。
峯扇咲倉（ほうせん さくら）
1番センター、俊足・選球眼・度胸を兼ね備えた理想のリードオフマン。1-D（三和中出身）眼鏡をかけていてオールバック。残りのメンバーを探していた太郎（＋与作）と波音の前に現れた。テンションがやたらと高い。兄・椿樹の存在もあり諦めかけていた野球を、太郎の言葉で再びやる決心をした。そのため太朗のファン。
山崎隆志（やまざき たかし）
7番ショート、太朗と同じ1ーC。対元野球部戦で太朗の腕に限界が近づいてきた頃、ダイビングキャッチで窮地を救った。
木村信次（きむら しんじ）
8番サード、1-D。山崎、庭瀬と同列のモブ扱いだが、たまに3人で出る出番でも、2人と違いマトモに顔を描いて貰えない人。
庭瀬美幸（にわせ みゆき）
9番ファースト、1-D。賭けで山崎、木村たちと無理やり入れられたクチだったが、太朗たちの本気や対元野球部戦で一丸となって戦うことで野球の楽しさを知り正式メンバーとなる。
真島（ましま）
野球部設立のための対元野球部戦のメンバーだったものの、バスケ部に入部が決まっており離脱した1-B生徒。後に彼のポジションに咲倉が入った。
校長
非常に背が低い中年男性。可愛らしいスリッパを履いているのが特徴。高野連には顔が利くらしい。腹黒。
カズ
1-C、中学時代からの太朗の友人。将来の夢はバンドマンのヴォーカルになること。太朗とヤスの反応から察するに音痴らしい。
ヤス
1-C、中学時代からの太朗の友人。メガネをかけている。将来の夢はラッセン並の画家になること。中学3年の時の担任・幸子先生が好きで、作中では「幸子ラブ」と言われている。

### 丘山学盟館高校
高校野球界名門中の名門校。春夏通算21回甲子園出場うち6回優勝・9回ベスト4、今年のセンバツも優勝した百獣の王（ライオン）の家。
烏丸莉吾（からすま りあ）
1年（連載開始時、黒府中3年）。生前の与作からただ一人本塁打を奪った中学野球の超"怪物"級スター。二つ名に「神に勝利を約束された男」を持つが本人はその呼称を嫌い、自分自身が神だと思っている。そんな彼だがテレビの誘惑には勝てなかったり草野球に参加したりと、本性は天然に近い。無口で無表情、人をすぐ見下すのが悪い癖。西王子商店街肉屋の甥。
（与作の憑依した）太朗に興味を示す。峯扇椿樹と唯一の学盟館1年生レギュラーで、4番を務める。現実的には否定しながらも球を通して太朗の中の鷹見を確実に感じ取り、「あれは鷹の球だった」と認めた。
12月2日生まれ・AB型・181cm・76kg。左打ち。
高森啓（たかもり けい）
生前の与作に激しいコンプレックスを燃やす2年、5番エースピッチャー。「キャッキャ」と笑うのが特徴的。あだ名はコウモリ。
表向きは好青年だが、すぐ感情的になり残虐性を発揮する彼の本性を知らない者はいない。本来ピッチャーとエースの座を奪いあうはずの鷹見が死んだ事で、彼を永遠に越えられぬ「不在の鷹のおかげのエース」として苦悩している様子。天才と呼ばれる自分より上の存在を認めず、自分より下の才能のない弱者（アリンコ）を徹底的に虐げるのはそんな自身の弱い心を隠すためのようだ。史上最悪な性格に違わず、実力は相当な物。多数の変化球と、決め球の切れ味抜群のスライダーで相手の打者を潰していく。
9月26日生まれ・B型・176cm・68kg。右利き。
峯扇椿樹（ほうせん つばき）
峯扇咲倉の双子の兄。幼い頃から何でも出来た秀才。同学年の烏丸と唯一の学盟館1年生レギュラーで、3番ショートを務める。幼い頃から比べられていたせいもあり、咲倉の傷つく姿を見たくないと野球を辞めさせた。人付き合いが苦手で人懐っこい咲倉を羨ましく思う。
3月21日生まれ・A型・172cm・64kg。
原平良（はら たいら）
学盟館の主将を務める2番キャッチャー、去年は4番を打っていた。アゴヒゲ、大柄、強面と、怖そうなイメージを持たせるが、実は面倒見がよく後輩から慕われるおおらかな人。高森の扱いでさえ上手い。趣味は8歳の妹と一緒にケーキやビーズアクセサリーを作ることだったり、嫌いなものは妹の男友達といったシスコンの模様。
秋津美咲（あきつ みさき）
鷹見与作の幼なじみ。サバサバした性格だが、生前の与作に幾分かの気遣いを見せていた面もある。現在は学盟館野球部のマネージャー。小さい頃の出来事により与作と同じ甲子園を目指す夢を持つ。彼女の作った料理はなぜかまずい。
10月22日生まれ・O型・163cm・ヒミツkg。
学盟館の監督
名門・岡山学盟館野球部の監督。高森の性格に対しては半ば諦めている模様。

### その他
藤山尊（ふじやま みこと）
閉丘（しずおか）商業高校1年エースで、前年度中学野球全国3大怪物投手の1人。鷹見・那須の3人で「一フジ、二タカ、三ナスビ」と呼ばれる。変化球が多く左右の手で投げ分けられるため、通称「千の手（サウザンド） 藤山」。父は元プロでサラブレッド。那須とはメル友。身だしなみに気を使い、全体で白を基調にしたオーバーオールを腰まで下げたスタイルをしている。
那須弾人（なす だんと）
夾都青城（きょうとせいじょう）高校1年エースで前年度の中学野球全国3大怪物投手の1人。長身から繰り出されるアンダースローは地面スレスレから浮き上がってくるため、通称「深海（ディープブルー）サブマリン 那須」。鷹見を良い意味で強くライバル視していた。鷹見・藤山の3人で「一フジ、二タカ、三ナスビ」と呼ばれる。いつか「一フジ、二ナスビ、三タカにしてやる（藤山は別格）」と夢見ている。涙もろい。
幸子
太朗・カズ・ヤスが中学3年だった時の担任の女教師。メガネをかけている。受験間近の生徒のために、わざわざ神社まで行って自腹で生徒たちにお守りを買ってくるなどといった面も持つ、優しい先生。
緑山監督
太郎が小学生の頃所属していたリトルリーグの監督。一時鷹見と別れていた太郎に「楽しいと楽、苦しいとつまらん、はいっしょじゃないぞ。苦しいけど楽しいことっちゅーんが世の中には沢山あるんじゃ。」と、太郎を再起させるきっかけをつくった。記憶力が悪い。